# 斯拉維欽

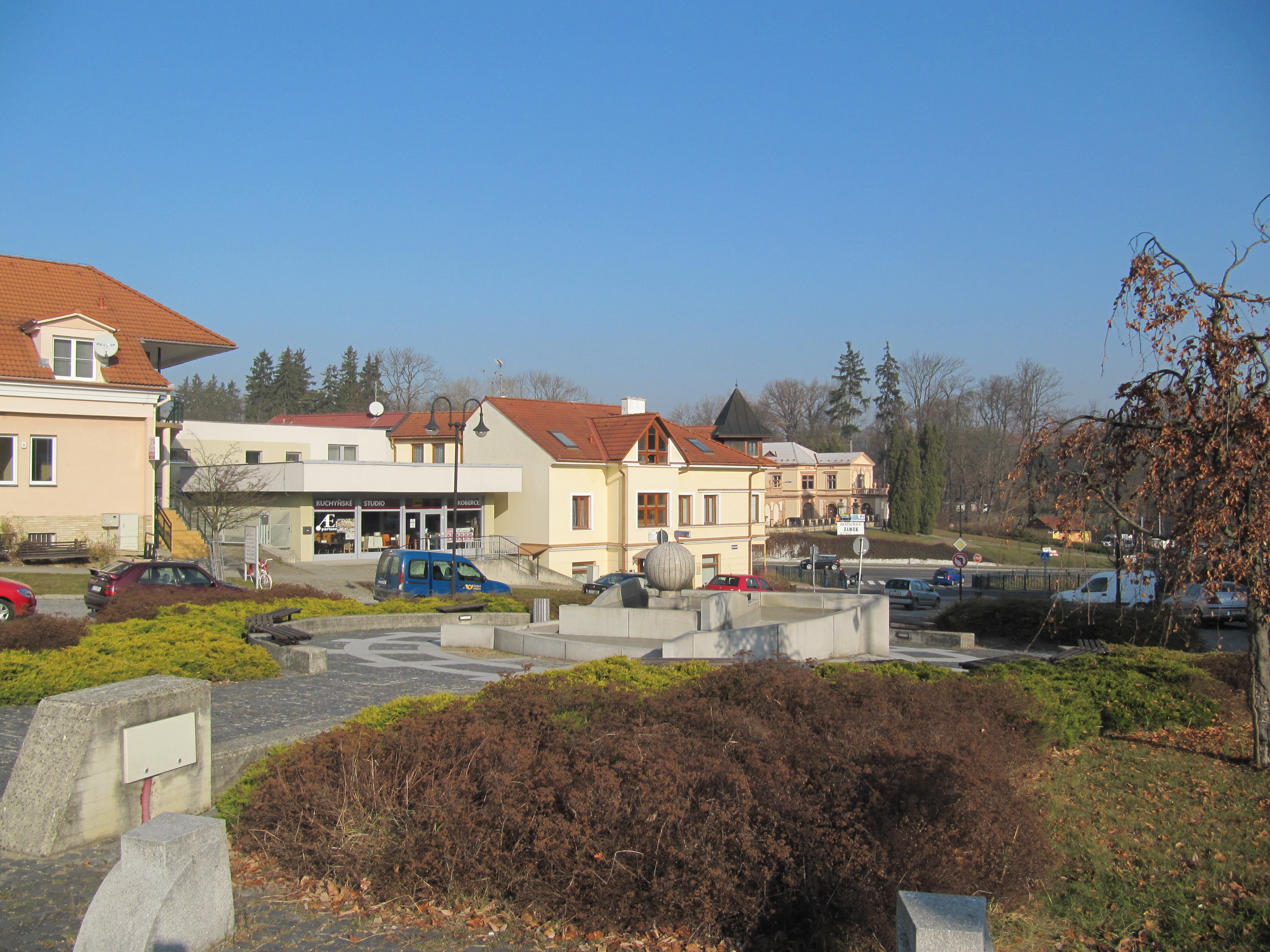
斯拉维钦城镇

斯拉維欽（捷克語發音：[ˈslavɪtʃiːn]）是捷克的城鎮，位於該國東南部，距離首府茲林22公里，由茲林州負責管轄，面積55.84平方公里，海拔高度350米，該鎮在1663年和1704年發生的火災中被破壞，2006年人口6,712。